# Anna Rosina de Gasc

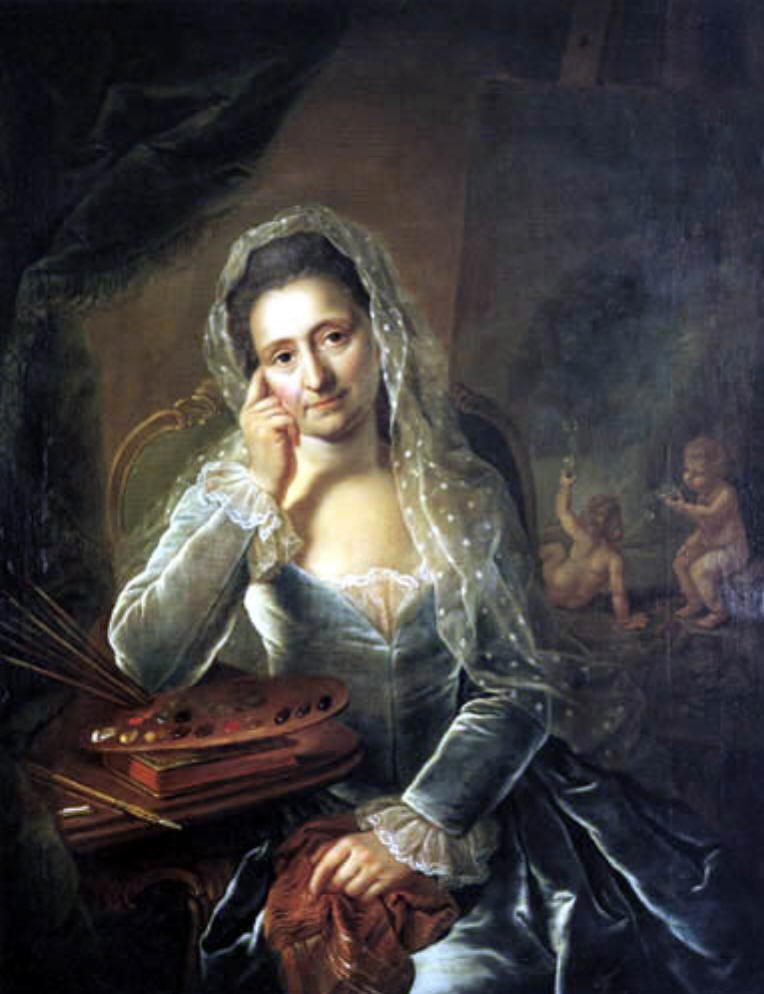
Anna Rosina de Gasc - självporträtt (1767)

Anna Rosina de Gasc, född Lisiewska 10 juli 1713 i Berlin, död 26 mars 1783 i Dresden, var en tysk konstnär. Hon var hovmålare i Anhalt-Zerbst, hovmålare i Braunschweig-Wolfenbüttel, och hedersmedlem i Dresdens konstakademi. 
de Gasc var dotter till konstnären Georg Lisiewski och syster till Anna Dorothea Therbusch samt gift 1741 med hovmålaren David Matthieu och efter dennes död med Louis de Gasc 1760. Hon är representerad på Nationalmuseum i Stockholm.

### Fotnoter
1. ↑  "Anna Barbara Rosina Lisiewska" Nationalmuseum